# Eden Park
Eden Park o Parque del Edén es un estadio deportivo situado en Auckland (Nueva Zelanda) dedicado a la práctica del rugby y el cricket, administrado por una junta conformada por las federaciones de Auckland de dichos deportes.
Con un aforo de casi 45 000 espectadores, es el estadio más grande de Nueva Zelanda. Fue sede de los Juegos de la Mancomunidad de 1950, dos finales de la Copa Mundial de Rugby, así como de la Copa Mundial Femenina de Fútbol de 2023.

## Cricket

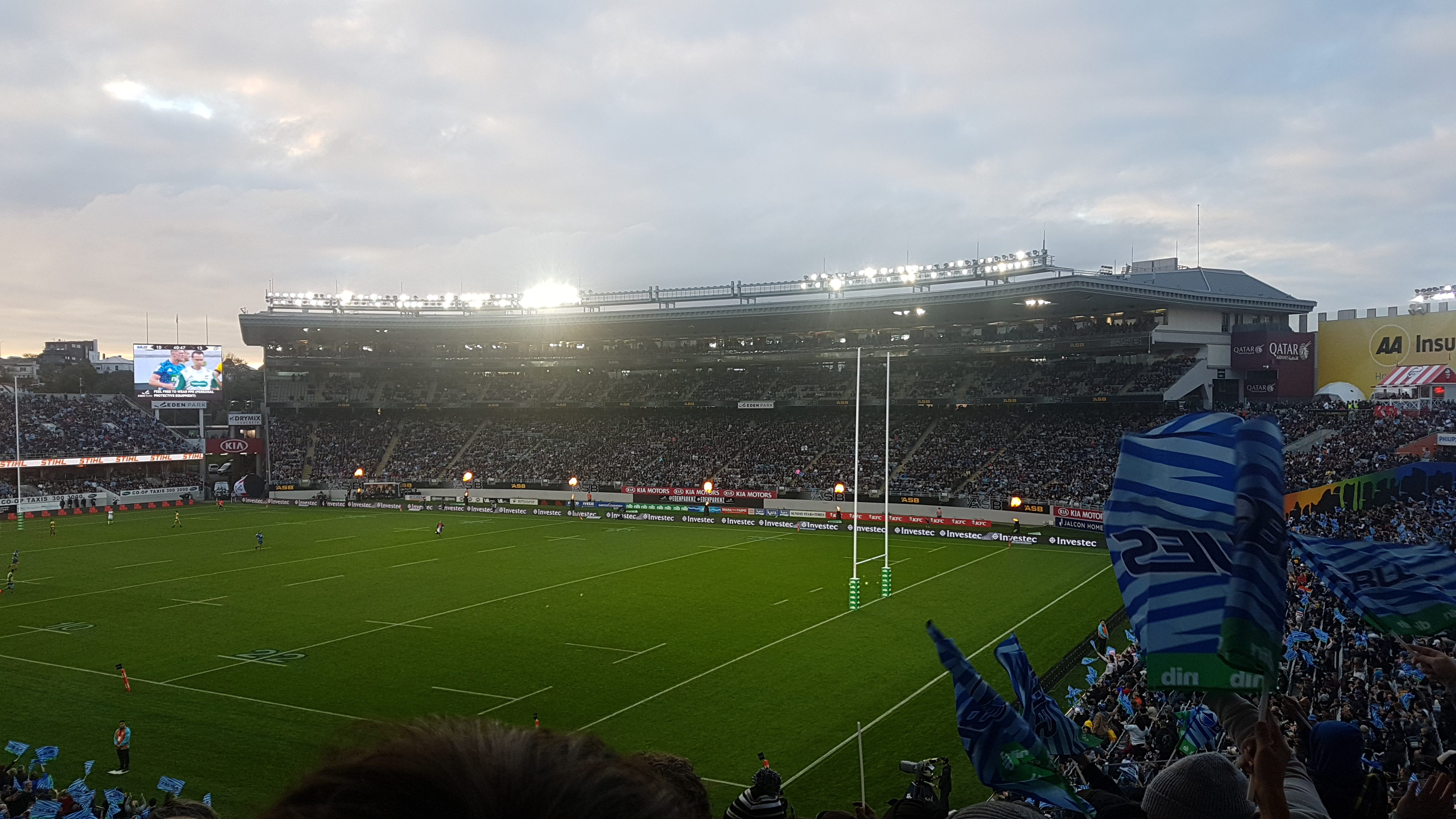
Super Rugby Aotearoa 2020: Blues vs Hurricanes.

Eden Park ha sido desde 1900 una área para la práctica del deporte, pasando a ser en 1910 la sede del Auckland Cricket. La selección provincial juega allí sus partidos del Plunket Shield, State Trophy y State Twenty20.
La selección de cricket de Nueva Zelanda ha jugado más de 45 partidos Test desde 1930, así como 60 encuentros internacionales One Day desde 1976. Se ha utilizado para la Copa Mundial de Críquet de 1992, incluyendo la semifinal del los locatarios, y está previsto para la edición 2015.

## Rugby
La unión de rugby de Auckland comenzó a utilizar el Eden Park en 1913. La selección provincial ha jugado allí sus partidos como local desde 1925, incluyendo el equipo de los Blues del Super Rugby y la ITM Cup.
La selección de rugby de Nueva Zelanda ha jugado 72 partidos oficiales en Eden Park, el primero de ellos en 1921, cuando se realizó el primer encuentro ante Sudáfrica. Desde 1994 han ganado 32 partidos consecutivos.
Eden Park fue sede de cinco partidos de Copa Mundial de Rugby de 1987 y once de la Copa Mundial de Rugby de 2011. En ambas ediciones, la selección de Nueva Zelanda ganó la final en dicho estadio ante Francia.

## Rugby 13
El estadio también ha tenido partidos internacionales de rugby 13, con menor fortuna para los locales. En 1988 se jugó allí la final de la Copa Mundial de Rugby 13, donde Nueva Zelanda perdió ante Australia. En 2010 se jugaron dos partidos del Cuatro Naciones de Rugby 13, nuevamente con derrota de Nueva Zelanda ante Australia.
Los New Zealand Warriors de la National Rugby League han jugado un partido en Eden Park desde 2011 y tres a partir de 2014, logrando una sola victoria. Desde 2014 se juega allí el Auckland Nines, un torneo de rugby 9 de pretemporada.

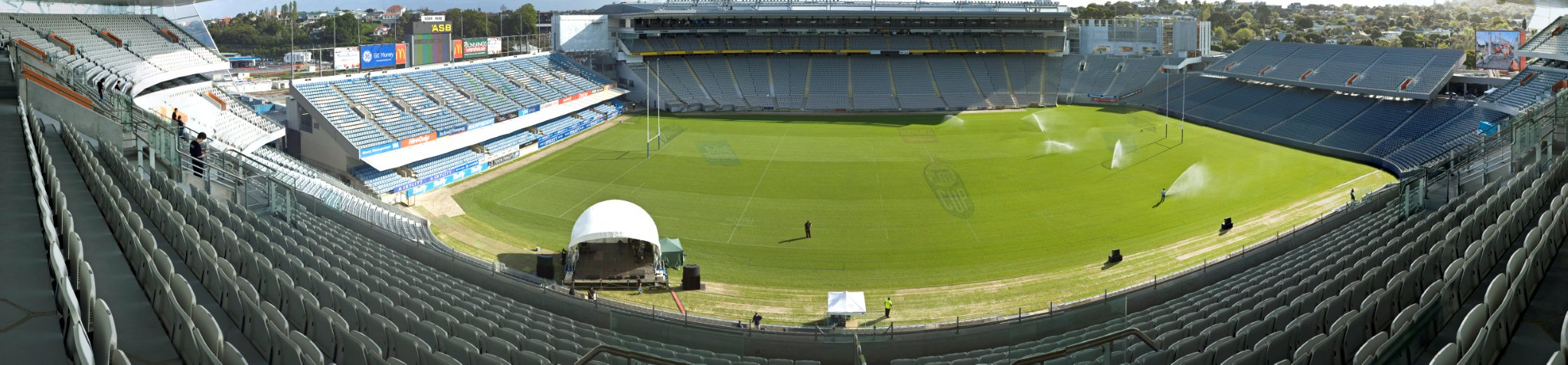
Imagen panorámica del estadio.

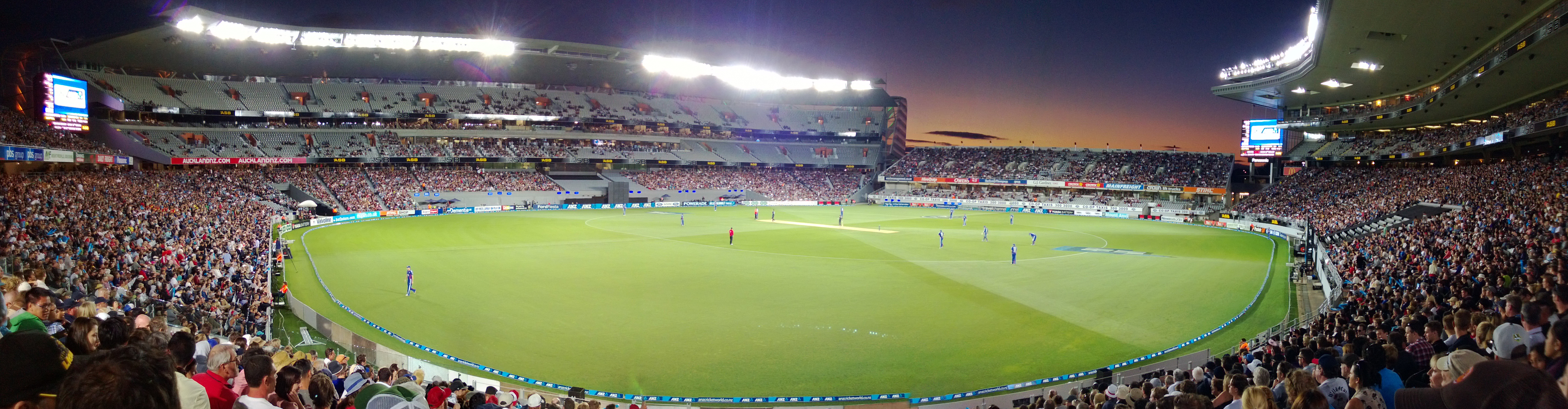
Imagen panorámica del estadio.

| Predecesor: -                                            | Estadio de la final de la Copa Mundial de Rugby Australia-Nueva Zelanda 1987 | Sucesor: Twickenham - Reino Unido-Irlanda-Francia 1991 |
| Predecesor: Stade de France - Francia-Gales-Escocia 2007 | Estadio de la final de la Copa Mundial de Rugby Nueva Zelanda 2011           | Sucesor: Twickenham - Inglaterra-Gales 2015            |